# ピコナ
株式会社 ピコナ（英: Picona, Inc.）は、東京都渋谷区に本社を置く3DCGプロダクション。
キャラクター及びデジタルコンテンツの企画・制作や、3DＣＧ・グラフィックデザイン・モーショングラフィックスを利用したアニメーションの企画、制作、演出、デザインを行っている。また、キャラクターデザインとそれに係わる開発業務、商品の企画、開発、制作、販売も行っている。
昨今はオリジナル作品の制作にも力を入れており、「あにめたまご2018」に採択され「Midnight Crazy Trail」を制作、シリーズ化が進められている。海外との共同制作作品も進行させている。

## 概要
映像とグラフィックを中心に、テレビアニメ・映画・遊技機等の3DCGを制作している。Pencilを用いたトゥーンタッチの3DCGといった2Dと3Dを融合させたアニメーションの制作、特に絵本タッチの3DCGアニメーションを得意としている。 
2015 年より海外とのプロジェクトを開始。現在、イギリスのアニメーション制作会社UANICOとの共同制作として「melody makers」のプロジェクトが進行中。
文化庁若手アニメーター支援事業「あにめたまご2018」にオリジナル企画「Midnight Crazy Trail」が採択され、2018年2月に完成。ニコニコ動画、GYAO!、d-アニメストアにて配信中で、作品の閲覧ができる。
同作は今後のシリーズ化に向けても進行中である。

## 主な作品

### オリジナル作品

#### 「Midnight Crazy Trail」
文化庁若手アニメーター支援事業「あにめたまご2018」にて採択され、制作された作品。2018年リリース。カテゴリー：テレビアニメーション